# Yavanna Kementári
Yavanna Kementári is een van de Valier (godinnen) in de boeken van J.R.R. Tolkien.
Yavanna betekent 'schenker van de vruchten', Kementári betekent 'koningin van de aarde'.
Zij is de oudste zuster van Vána en de echtgenoot van Aulë de Smid.
Haar gave is het laten groeien en laten leven van de kelvar en olvar (flora en fauna) van Midden-aarde en Valinor. Op haar verzoek werden de Enten geschapen, om de bomen in Midden-aarde te beschermen. Haar voornaamste prestatie was het maken van de Twee Bomen van Valinor, Telperion en Laurelin.